# Епархия Вараждина
Епархия Вараждина (хорв. Varaždinska biskupija) — католическая епархия латинского обряда в Хорватии с центром в городе Вараждин. Входит в состав митрополии Загреба. Латинское название — Dioecesis Varasdinensis.
Епархия Вараждина образована в 1997 году, выделена из состава Загребской архиепархии. По данным на 2014 год в епархии насчитывалось 362 247 католиков (95,1 % населения), 160 священников и 105 приходов, разделённые на 9 деканатов. Кафедральным собором епархии является собор Вознесения Девы Марии, построенный в 1646 году. В настоящее время епархию возглавляет епископ Боже Радош.

## Епископы
- Марко Цулей (Marko Culej) (1997—2006)
- Йосип Мрзляк (Josip Mrzljak) (2006 — 2019)
- Боже Радош (2019 - н.вр.)